# Капо (фильм)
«Капо» (итал. Kapò) — фильм Джилло Понтекорво о Холокосте, снятый в 1959 году, совместного итало-французского производства с участием американских, французских и итальянских актёров. Съемки проводились в Югославии.
Фильм был номинирован на премию Оскар как лучший фильм на иностранном языке.

## Сюжет
Четырнадцатилетнюю еврейку Эдит из Франции вместе с родителями отправляют в Освенцим. Её отбирают на уничтожение в газовой камере. Эдит удаётся бежать из барака, и с помощью тюремного доктора она получает одежду, номер и имя Николь Ньепа, умершей уголовной преступницы, поскольку к заключённым-уголовникам эсэсовцы проявляют нисхождение. Родители же погибают.
Барак Эдит направляют в другой лагерь для принудительных работ. Там Эдит постепенно психически ломается и в итоге соглашается стать наложницей надзирателей. Она сходится с одним из них, Карлом. Ещё через какое-то время она становится капо и получает соответствующие привилегии, но теряет уважение бывших товарищей по несчастью. 
В лагерь пригоняют советских военнопленных. Эдит влюбляется в одного из них, Сашу, хотя тот сначала отвергает её, но постепенно отвечает ей взаимностью, мечтая увезти Эдит в СССР после освобождения. Приближается Красная армия и заключённые готовят массовый побег. С помощью Саши они убеждают Эдит отключить ток высокого напряжения, питающий ограду лагеря. Обсуждая план выясняется, что как только Эдит отключит ток, то раздастся сигнал тревоги и поэтому её убьют на месте. Саша мучается чувством вины, но поддаётся на уговоры заключённых не предупреждать Эдит об опасности.  
В назначенный день выясняется, что заключённых не будут эвакуировать, а расстреляют. И уже когда Эдит направляется в домик-подстанцию, Саша рассказывает ей правду. Эдит чувствует себя преданной, но ради спасения других заключённых всё же отключает ток и гибнет от рук эсэсовцев. Заключённые бегут из лагеря и многие из них убиты охраной. Умирающая Эдит на руках у Карла просит того сорвать с её одежды нацистскую символику и перед смертью читает молитву «Шма Исраэль», тем самым возвращаясь к своей истинной национальной идентичности. В финальном кадре опустошённый и подавленный Саша идёт по устланной трупами территории лагеря, с ужасом осознавая, что жертва Эдит всё равно была напрасной, потому что слишком много заключённых погибли.

## Актеры
- Сьюзан Страсберг — Эдит/Николь Непас (озвучивание Луизелла Висконти)
- Лоран Терзиефф  — Саша (озвучивание Паоло Феррари)
- Эмманюэль Рива  — Тереза (озвучивание Лия Курчи)
- Диди Перего  — София
- Джанни Гарко  — Карл
- Душан Перкович —  комендант
- Аннабелла Беси
- Грациэлла Гальвани
- Паола Питагора
- Элеонора Беллинзаги
- Бруно Сципиони
- Драгомир Фелба

Сьюзан Страсберг фактически была «навязана» продюсерами Джилло Понтекорво, который скептический поначалу отнёсся к её кандидатуре, хотя позже он и поменял о ней мнение, когда лично с ней встретился. Тем не менее, работать с ней ему было тяжело: в сцене в начале фильма, где Николь видит, как её родителей раздетыми гонят в газовую камеру, Страсберг всё никак не могла заплакать — даже после того, как работающий в фильме ассистентом режиссёра Джулиано Монтальдо, с её согласия, отвесил ей пощёчину, она всё равно с трудом отыграла сцену.

## Критика
В 2010 году французский философ Бернар-Анри Леви писал, что один кадр фильма — с поднятой рукой убитой электрическим током Терезы на колючей проволоке лагеря — удостоился «глубокого презрения» со стороны французского режиссёра Жака Риветта. По словам Леви, «эта критика тяготела над Понтекорво до самой смерти. Он подвергся остракизму, едва ли не был проклят — и всё за один-единственный кадр».